# Decanamida
La decanamida es la amida derivada del ácido decanoico. Su fórmula molecular es C10H21NO.